# Liolophura hirtosa
Liolophura hirtosa är en blötdjursart som först beskrevs av de Blainville 1825.  Liolophura hirtosa ingår i släktet Liolophura och familjen Chitonidae. Inga underarter finns listade i Catalogue of Life.